# Кивикоски, Микко
Ми́кко Ки́викоски (фин. Mikko Kivikoski; род. 1971, Сало, Турку-Пори) — финский дипломат, посол Финляндии в Казахстане (2017—2020) и Киргизии (по совместительству).

## Биография
С 2001 года принят на службу в Министерство иностранных дел Финляндии и занимал различные должности в Постоянном представительстве Финляндии при ООН, Постоянном представительстве Финляндии при Организации по безопасности и сотрудничеству в Европе (ОБСЕ) в Вене и должности в посольствах Финляндии в Риге и Москве. В министерстве работал в Департаменте России, Восточной Европе и Центральной Азии, а также в Департаменте Северной и Южной Америке и Азии.
С 2014 года был назначен заместителем Генерального консула Финляндии в Санкт-Петербурге, а с сентября 2016 года стал временным поверенным (Chargé d’Affaires ad interim) в Генеральном консульстве Финляндии в Санкт-Петербурге.
24 марта 2017 года решением президента Финляндии был назначен Чрезвычайным и полномочным послом Финляндии в Казахстане с 1 сентября 2017 года и 18 октября 2017 года вручил свои верительные грамоты президенту Казахстана Нурсултану Назарбаеву. Также назначен Послом Финляндии в Киргизии и 17 января 2018 года вручил в МИД Киргизии свои верительные грамоты.
Является фанатом баскетбольной команды из Сало — «Salon Vilpas».
Жена Мария Кивикоски. Трое детей — Тойво, Элви и Пааво.